# Геліактичний схід
Геліакти́чний схід (грец. heliakós — сонячний) — перший (у поточному році) схід небесного світила (наприклад, зорі), що відбувається після деякого періоду невидимості, на світанку, безпосередньо перед сходом сонця.
Для деяких зір, що сходять і заходять, існує період невидимості — проміжок часу, коли вони перебувають на денному небі.
Зоря сходить разом із Сонцем (або пізніше) і на яскравому небі її не видно. Проте з плином року Сонце відносно зір поступово пересувається на схід і, нарешті, зоря починає сходити раніше за Сонце. Настає час, коли зірка стає помітною для спостереження (на тлі ранкової зорі). Вважається, що саме цього дня і відбувся її геліактичний схід.
На різних широтах геліактичний схід зорі може відбуватися у різні дні. Проте у визначеному місці це відбувається щороку майже одного й того ж дня (±1 день). У давнину такі події використовували для позначення дат у календарі. 
Найвідомішим є використання геліактичного сходу Сіріуса. 
У Давньому Єгипті геліактичний схід Сіріуса передбачав повінь Нілу та слугував початком відліку року.
У Римі геліактичний схід цієї зірки (її латинська назва - Канікула, буквально - «собачка») передбачав настання найспекотнішої пори року. Римський парламент оголошував перерву у роботі на час спеки, звідки й пішла назва «канікули».